# Gunnison, Colorado
Gunnison este un orășel situat pe râul omonim, Gunnison, fiind sediul comitatului Gunnison, statul Colorado, Statele Unite ale Americii.

## Date geografice
Orașul este amplasat la altitudinea de 2,348 m deasupra n.m. ocupă o suprafață de 8,3 km și avea în anul 2000 5.409 locuitori. Gunnison este aproape de localitatea  Crested Butte, un centru turistic american al sporturilor de iarnă și de  Parcul Național Black-Canyon-of-the-Gunnison.
Gunnison se află la circa 200 km sud-vest de orașul Colorado Springs. În Gunnison se află  universitatea "Western State College of Colorado", care are circa 2400 de studenți. În oraș s-au făcut filmări pentru realizarea filmului stiințifico-fantastic "Aliens vs. Predator 2". 